# Brześć Północny
Brześć Północny (biał. Брэст-Паўночны, ros. Брест-Северный) – stacja kolejowa w Brześciu, w obwodzie brzeskim, na Białorusi.